# Kunz von Kauffungen

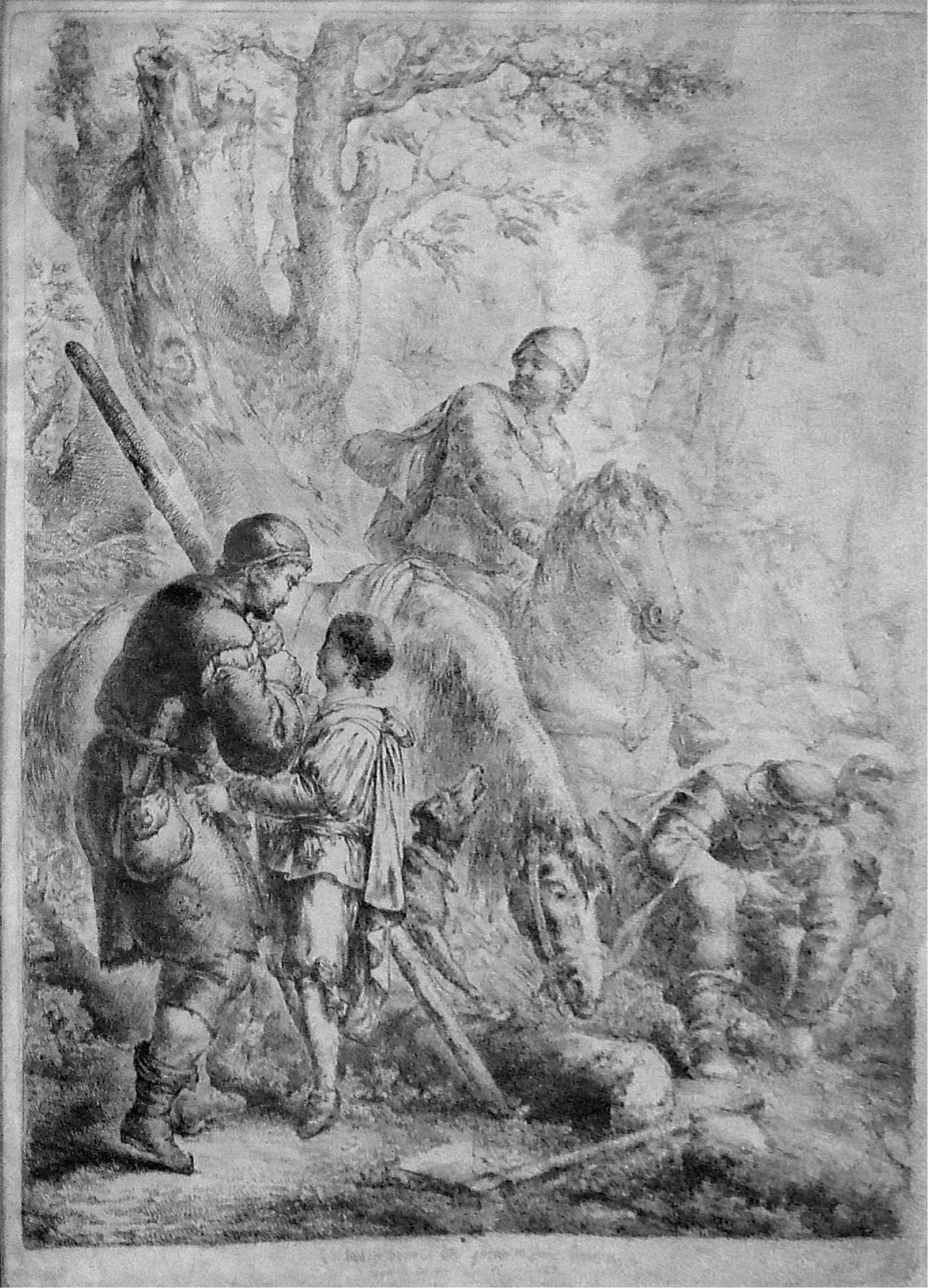
Ein Köhler rettet die geraubten sächsischen Prinzen (Bernhard Rode 1781)

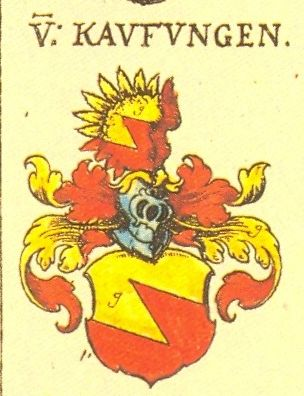
Wappen der Familie Kaufungen aus Siebmachers Wappenbuch von 1609

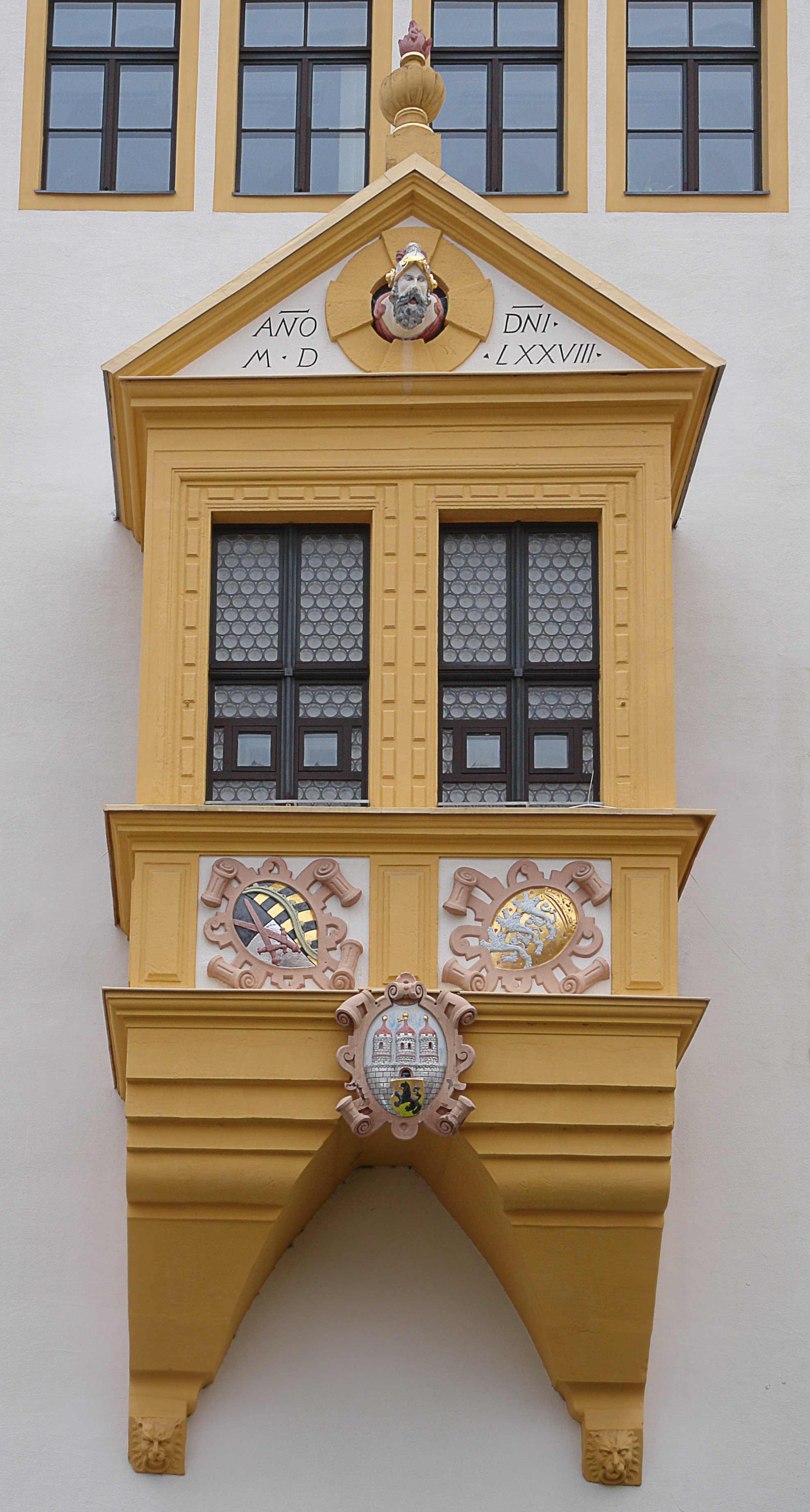
Steinerner Kopf des Kunz von Kauffungen an der Spitze des Freiberger Rathauserkers

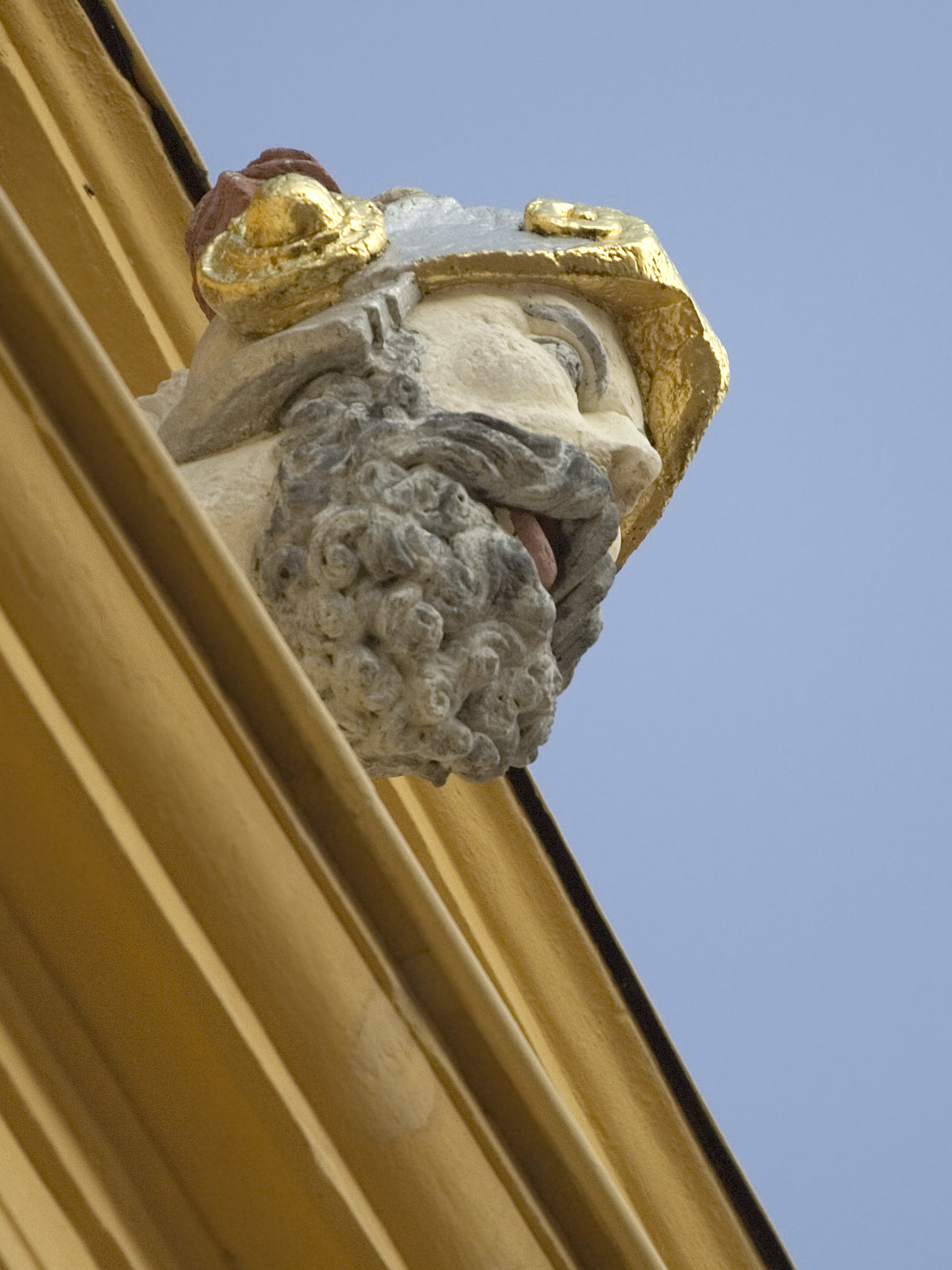
Rathauserker, sogenannter Gaffkopf

Kunz von Kauffungen, auch Konrad von Kauffungen, Cuntz von Kauffung, Cordt Kauffung, eigentlich Kunrat von Kouffungen, (* um 1410 in Kaufungen; † 14. Juli 1455 in Freiberg) war ein sächsischer Adliger (Junker). Er ging in die sächsische Geschichte als Initiator des Altenburger Prinzenraubes ein.

## Leben

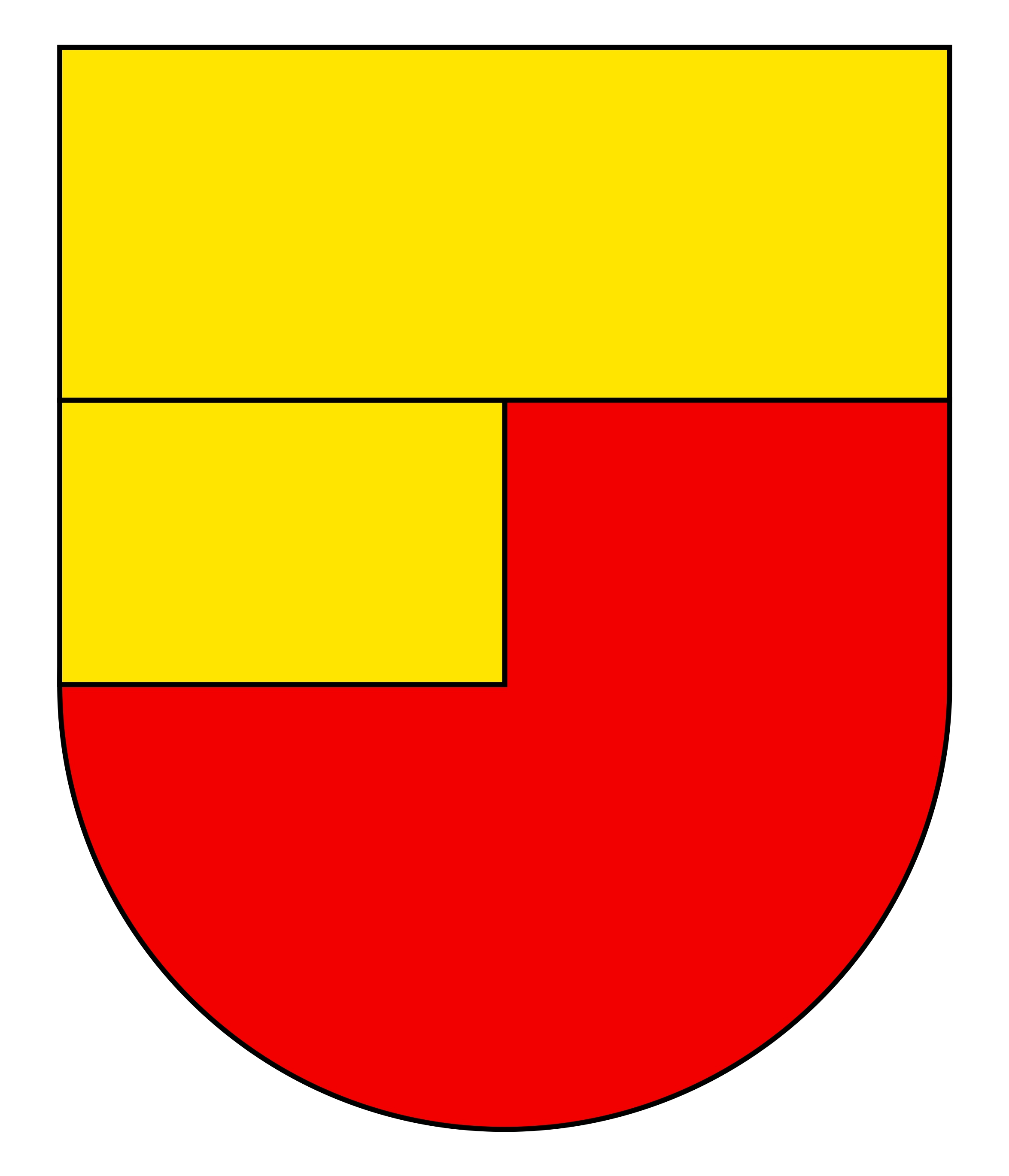
Original Wappen derer von Kauffungen bis 1455.

Kunz stammte aus der Familie von Kaufungen, einem niederen sächsischen Adelsgeschlecht. Er war Burgvogt von Altenburg, Besitzer des Schlosses Wolkenburg, der Burg Stein und Besitzer von böhmischen Ländereien. Im Sächsischen Bruderkrieg kämpfte er auf der Seite von Kurfürst Friedrich dem Sanftmütigen. Als sein Gut in Thüringen verwüstet wurde, entschädigte ihn Friedrich II. mit dem Gut Schweikershain, welches zuvor einem Gefolgsmann Wilhelms gehörte. Im Rahmen des Fehderechts überfiel er Handelskarawanen, um Wilhelm zu schaden. Kunz wurde später, im Krieg um Gera, Gefangener der Böhmen, die auf Wilhelms Seite kämpften, und kam nach zwei Jahren durch eine Lösegeldzahlung in Höhe von 4.000 Gulden frei.
Auf Mahnung des Königs Friedrich III. (HRR) wurde der Bruderkrieg am 27. Januar 1451 beim Friedensschluss zu Pforta beigelegt. Ein Artikel des Friedensvertrages sah vor, alle beschlagnahmten Güter ihren rechtmäßigen Besitzern zurückzugeben. Kunz forderte vom Kurfürsten nun eine Entschädigung für Zerstörungen an seinen Gütern in Thüringen und die Enteignung seines Gutes in Schweikershain, welches er ohne eine angemessene Wiedergutmachung abgeben sollte. Der Kurfürst wies die Forderungen jedoch mit dem Argument zurück, dass Kauffungen als freier Helfer auf eigenes Risiko in den Krieg eingetreten sei und machte seinerseits eine Rechnung an Kunz auf. Nach jahrelanger Debatte wurde 1455 schließlich die Überprüfung durch ein Schiedsgericht beschlossen. Die Gerichte in Magdeburg und Friedberg gaben Kunz von Kauffungen Recht, das Gericht im sächsischen Leipzig aber gab dem Kurfürsten Recht und dieses Urteil zählte letztendlich. Kunz fühlte sich ungerecht behandelt und begann die Planungen zum Prinzenraub, um ein Druckmittel gegen den Kurfürsten zu haben.
In der Nacht vom 7. zum 8. Juli 1455 entführte Kunz von Kauffungen mit den Rittern Wilhelm von Schönfels und Wilhelm von Mosen die beiden sächsischen Prinzen Ernst und Albrecht aus dem Altenburger Schloss. Die Absicht der Entführer, mit den beiden Prinzen nach Böhmen zu seinen Besitzungen unter der Lehnsherrschaft des böhmischen Königs zu gelangen und von dort ein Lösegeld auszuhandeln, scheiterte jedoch schon am ersten Tag. Kunz mit Albrecht und seine Mithelfer mit Ernst trennten sich auf der Flucht. Kunz wurde in der Nähe von Waschleithe gestellt und an das Kloster Grünhain überstellt. Mosen und Schönfels kamen mit dem anderen Prinzen über Zwickau in die Hartensteiner Flur. Dort versteckten sie Prinz Ernst in der Prinzenhöhle. Dieses Versteck ist jedoch umstritten. So sollen Mosen und Schönfels den Prinzen Ernst nach letzten Recherchen in einem Stollen im Poppenwald bei Wildbach gebracht haben. Nachdem Mosen und Schönfels merkten, dass ihr Plan zum Scheitern verurteilt war (es war die Kunde von der Festsetzung Kunz von Kauffungens in aller Munde), nahmen sie Verhandlungen mit dem Hartensteiner Schlossherrn Friedrich XX. von Schönburg auf und erreichten Straffreiheit und freien Abzug mit anschließendem Exil im Austausch gegen Prinz Ernst. Der Amtshauptmann von Zwickau brachte dann Kunz für einen Tag ins Schloss Osterstein. Kunz wurde eine Woche später in Freiberg enthauptet.

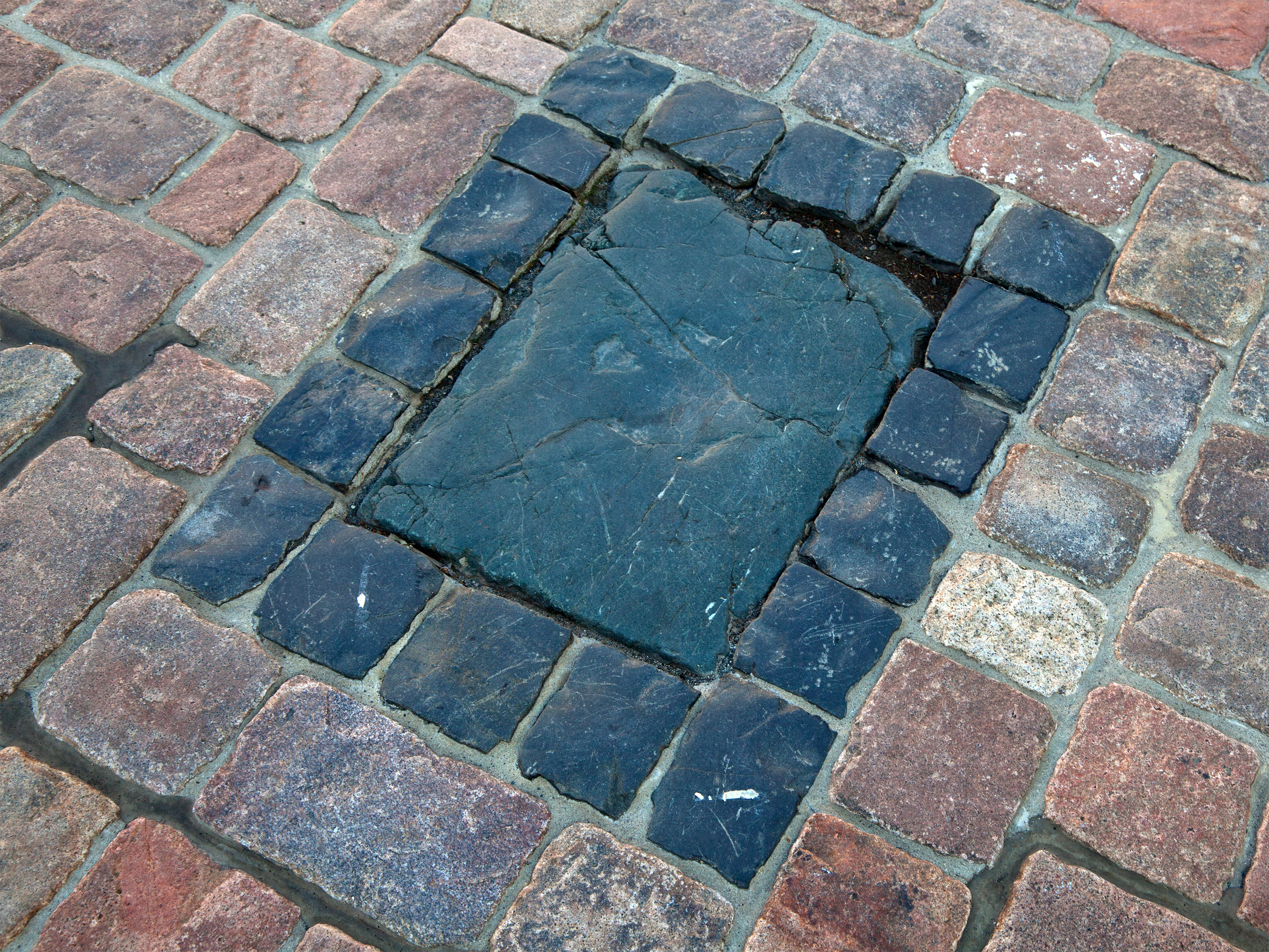
Der Pflasterstein auf dem Freiberger Obermarkt

Die Stelle, an die der abgeschlagene Kopf gerollt sein soll, ist heute noch mit einem schwarzen Pflasterstein gekennzeichnet. Die Augen des steinernen Kopfes am Rathauserker (siehe Foto) sind auf diese Stelle gerichtet.
Der Leichnam wurde auf Betreiben des Meißner Bischofs Caspar von Schönberg, der ein Onkel Kauffungens war, zunächst im Freiberger Dom christlich bestattet. Der Kurfürst ließ ihn von dort aber wieder entfernen. Seine letzte Ruhestätte soll Kauffungen in der Kirche Neukirchen, heute ein Ortsteil der Gemeinde Reinsberg, gefunden haben. Dort soll er in der Nähe des Turmes innerhalb der Kirche begraben sein.
Kunz’ Besitzungen wurden eingezogen, seine Familienburg geschleift. Sein letzter Aufenthalt vor dem Prinzenraub, die Wolfsburg in Wolftitz bei Frohburg wurde 1457 geschleift. Sein Bruder wurde geköpft und seine Kinder wurden vom König von Böhmen aufgezogen.

## Familie
Kunz von Kauffungen war mit Elisabeth geborene von Einsiedel verheiratet. Ihre Kinder Katharina († vor 1501) und Hildebrand († 1497/98) wurden am Hof des böhmischen Königs Georg von Podiebrad erzogen. Dessen Sohn Heinrich d. Ä. verpfändete 1477 dem Hildebrand von Kauffungen die seit diesem Jahr zur Grafschaft Glatz gehörende Herrschaft Hummel mit dem Schloss Landfried als ein Lehen. Dort lebte Kunz von Kauffungens Witwe Elisabeth, wie sich aus ihrem Testament vom 4. Dezember 1490 ergibt, in dem sie ihren Sohn Hildebrand zum Alleinerben bestimmte. Als Zeugen waren zugegen Herzog Heinrich d. Ä. und der Breslauer Domherr Apitius Colo. Weitere Nachrichten aus ihrem Leben sind nicht bekannt.

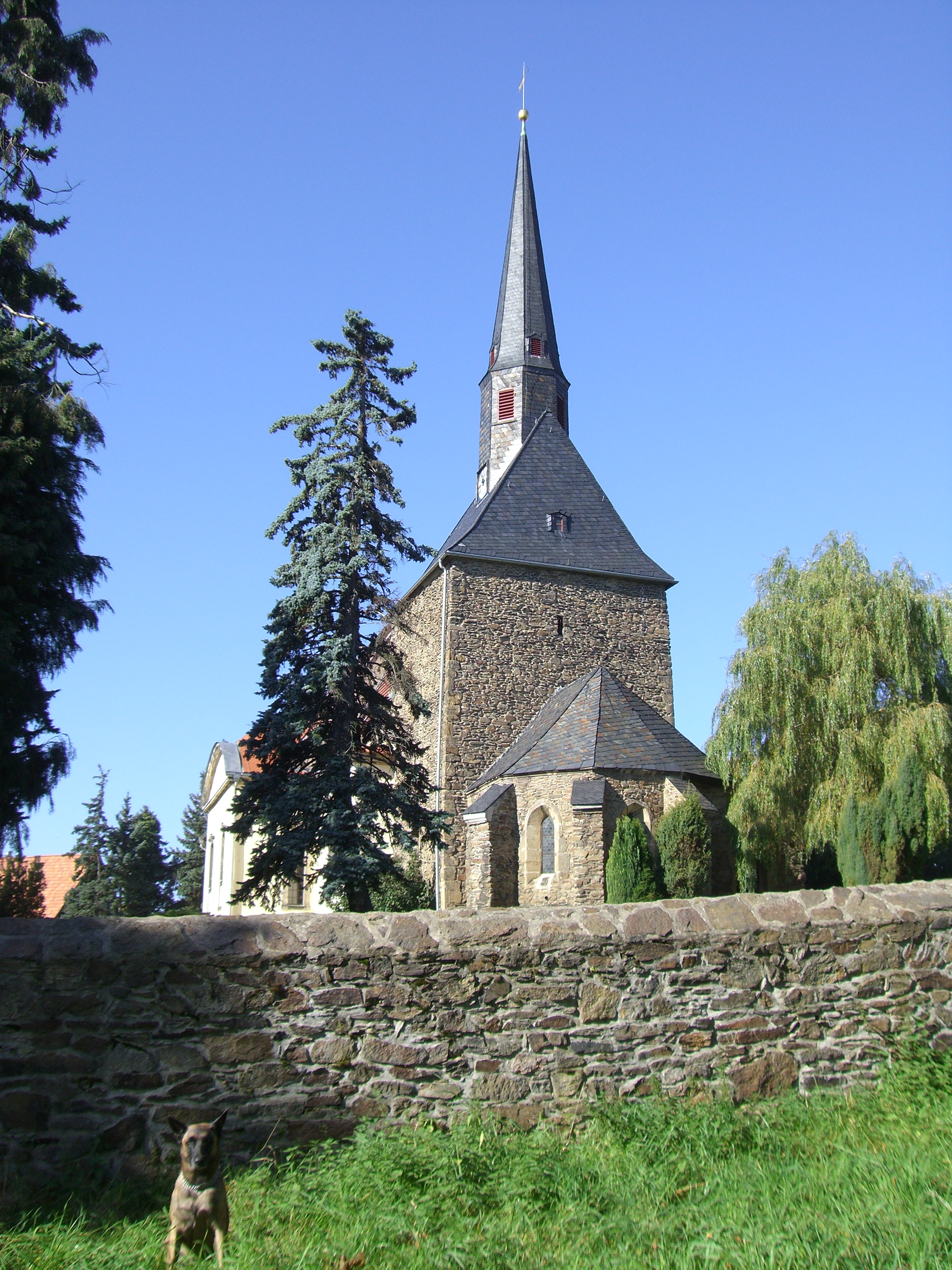
Dorfkirche von Neukirchen, heute ein Reinsberger Ortsteil, in der Kunz bestattet sein soll

## Kunst
- Kunz von Kaufungen, Oper in 5 Bildern von Carl Heinrich Zöllner, UA am 27. März 1826 im Theater an der Wien.